# Tournée des quatre tremplins 2014-2015
Navigation
Édition précédente Édition suivante
La 63e édition de la tournée des quatre tremplins s'est déroulée du 27 décembre 2014 au 6 janvier 2015. Elle a été remportée par l'Autrichien Stefan Kraft.
La tournée des quatre tremplins (en allemand : Vierschanzentournee) est une compétition de saut à ski. Elle a lieu annuellement depuis 1953 sur quatre tremplins différents, deux en Allemagne et deux en Autriche, autour du nouvel an.
Ce tournoi revêt une très grande importance aux yeux des spécialistes de la discipline du saut à ski.

## Attribution des points
Le classement de la tournée des quatre tremplins est effectué en additionnant les points obtenus à chaque saut (longueur et notes de style), ceux qui servent à déterminer le classement de chaque compétition de saut à ski quelles qu'elles soient.

Les quatre concours de cette tournée comptent aussi chacun pour la coupe du monde masculine de saut à ski 2014-2015, et apportent aux concurrents des points selon les mêmes modalités que les autres concours : 100 points au premier, 80 au deuxième... et un point au 30e.

## Calendrier
| q | Qualification | C | Concours |

| Évènements           | Calendrier | Calendrier | Calendrier | Calendrier | Calendrier | Calendrier | Calendrier | Calendrier | Calendrier | Calendrier | Calendrier |
| Évènements           | 27         | 28         | 29         | 30         | 31         | 1          | 2          | 3          | 4          | 5          | 6          |
| Évènements           | Décembre   | Décembre   | Décembre   | Décembre   | Décembre   | Janvier    | Janvier    | Janvier    | Janvier    | Janvier    | Janvier    |
|                      |            |            |            |            |            |            |            |            |            |            |            |
| Oberstdorf HS 137    | q          | C*         | C          |            |            |            |            |            |            |            |            |
| Garmisch HS 140      |            |            |            |            | q          | C          |            |            |            |            |            |
| Innsbruck HS 130     |            |            |            |            |            |            |            | q          | C          |            |            |
| Bischofshofen HS 140 |            |            |            |            |            |            |            |            |            | q          | C          |
|                      |            |            |            |            |            |            |            |            |            |            |            |

- *Le Concours de Oberstdorf est reporté au 29/12 pour mauvaises conditions météorologiques (Neige et Vent).

## Classements
|      | \| Rang \| Nom \| Points \| \| ---- \| --------------------- \| ------ \| \| 1 \| Stefan Kraft \| 1106.7 \| \| 2 \| Michael Hayböck \| 1100.7 \| \| 3 \| Peter Prevc \| 1077.2 \| \| 4 \| Noriaki Kasai \| 1074.8 \| \| 5 \| Anders Jacobsen \| 1060.1 \| \| 6 \| Richard Freitag \| 1056.8 \| \| 7 \| Gregor Schlierenzauer \| 1050.2 \| \| 8 \| Severin Freund \| 1022.5 \| \| 9 \| Roman Koudelka \| 1013.4 \| \| 10 \| Kamil Stoch \| 1009.4 \| |        |
| Rang | Nom | Points |
| 1    | Stefan Kraft | 1106.7 |
| 2    | Michael Hayböck | 1100.7 |
| 3    | Peter Prevc | 1077.2 |
| 4    | Noriaki Kasai | 1074.8 |
| 5    | Anders Jacobsen | 1060.1 |
| 6    | Richard Freitag | 1056.8 |
| 7    | Gregor Schlierenzauer | 1050.2 |
| 8    | Severin Freund | 1022.5 |
| 9    | Roman Koudelka | 1013.4 |
| 10   | Kamil Stoch | 1009.4 |

### Tableau récapitulatif
| Étape | Lieu          | Épreuve | Date             | Vainqueur       | Deuxième        | Troisième                  | Leader de la tournée |
| ----- | ------------- | ------- | ---------------- | --------------- | --------------- | -------------------------- | -------------------- |
| 1     | Oberstdorf    | HS 137  | 29 décembre 2014 | Stefan Kraft    | Michael Hayböck | Peter Prevc                | Stefan Kraft         |
| 2     | Garmisch      | HS 140  | 1er janvier 2015 | Anders Jacobsen | Simon Ammann    | Peter Prevc                | Stefan Kraft         |
| 3     | Innsbruck     | HS 130  | 4 janvier 2015   | Richard Freitag | Stefan Kraft    | Simon Ammann Noriaki Kasai | Stefan Kraft         |
| 4     | Bischofshofen | HS 140  | 6 janvier 2015   | Michael Hayböck | Noriaki Kasai   | Stefan Kraft               | Stefan Kraft         |